# Palaeomastodon
Palaeomastodon är ett utdött släkte av elefanter som levde för cirka 36-35 miljoner år sedan. Fossil av Palaeomastodon har hittats i Afrika. Forskare tror att de är förfäder till elefanten eller mastodonten. En nära besläkting till Palaeomastodon  var Moeritherium.

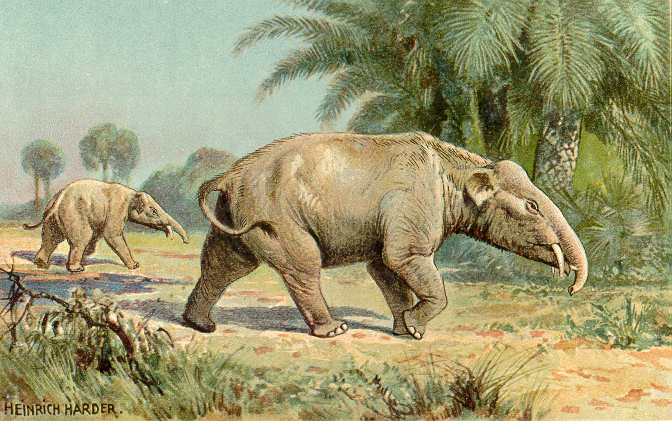
Illustration av Heinrich Harder

Palaeomastodon hade både övre och nedre betar. Den hade en kort snabel. Dom nedre betarna var platta istället för långa och avsmalnande och använders troligen till att fånga upp växter under vatten. Den var 1 till 2 meter hög och vägde runt 2 ton.